# Cecilia Magni Camino
Cecilia Magni Camino (Santiago do Chile, 24 de fevereiro de 1956 - San Fernando, 28 de outubro de 1988) foi uma guerrilheira revolucionaria chilena e uma das líderes da Frente Patriótica Manuel Rodríguez no atentado contra o ditador Pinochet em 1986.

## Biografia
Cecilia Magni Camino nasceu no dia 24 de fevereiro de 1956, em Santiago do Chile. Em 1974, ingressou no curso de sociologia na Universidade do Chile. Casou-se e teve uma filha, chamada Camila.
Durante seus estudos, ingressou na Juventude Comunista, organização que protestava contra o regime militar de Pinochet. E em 1983, passou a ser membro da Frente Patriótica Manuel Rodríguez.
Em 1986, Camino foi a líder responsável pela logística da Operação Século XX, com o objetivo de matar Pinochet. No dia 21 de outubro de 1988, juntamente com Raúl Pellegrín, liderou o ataque ao posto de controle policial de Los Queñes, ocorrendo a morte de um agente policial. Os guerrilheiros fugiram e houve operação policial para a captura.

### Morte
Os corpos de Camino e Pellegrin foram encontrados no rio Tinguiririca, no dia 28 e 31 de outubro, respectivamente. O laudo do Serviço Médico Legal (SML), chefiado por Jorge Rodríguez Díaz, e o laudo de Alberto Teke, também do Serviço Médico Legal (SML), apontam lesões fatais causados por terceiros. O Estado, na época, afirmou que não houve homicídio, que os guerrilheiros morreram afogados na tentativa de atravessar o rio Tinguiririca, e que as lesões encontradas no corpo foram causadas pelo arrasto das águas.
Atualmente, a Suprema Corte do Chile reconhece que Camino e Pellegrin foram capturados, torturados e jogados no rio Tinguiririca por policiais. Mas que não há provas de quem foi os autores do homicídio.